# Ozyptila grisea
Ozyptila grisea là một loài nhện trong họ Thomisidae.
Loài này thuộc chi Ozyptila. Ozyptila grisea được Carl Friedrich Roewer miêu tả năm 1955.